# Delingsring (Ned) / Lichaam (Be)
Een delingsring, scheeflichaam, Nederlands, of lichaam, Belgisch, is in de wiskunde een ring waarin de vermenigvuldiging een neutraal element heeft en waarin er voor ieder element ongelijk aan 0, het neutrale element voor de optelling, een multiplicatieve inverse bestaat. Een delingsring/lichaam is zo te zeggen bijna een lichaam (Ned) / veld (Be), zij het dat de vermenigvuldiging niet noodzakelijk commutatief hoeft te zijn. Daar duidt het 'scheef' op. Is de vermenigvuldiging bovendien commutatief, dan is de delingsring/lichaam een lichaam/veld. 

## Voorbeelden
- De quaternionen vormen wel een scheeflichaam/lichaam is, maar geen lichaam/veld.
- Een eindige delingsring/lichaam is volgens de stelling van Wedderburn een lichaam/veld.